# あぼしまこ
あぼし まこ（旧名・亜星 マコ）は、ゲームの原画家、イラストレーター、漫画家。

## 人物
主にCIRCUS製作のアダルトゲームの原画等を担当。また『ぱにぽにだっしゅ!』でちびキャラデザインを担当して以降はアニメファンにも名前を知られるようになり、2007年には『まんがタイムきららキャラット』（芳文社）から漫画家デビュー。

## 単行本
- 『たまごなま』（芳文社、まんがタイムKRコミックス）2008年　ISBN 978-4832277458
- 『ふらっとるんな』（フォックス出版、コミホリコミックス）2010年　ISBN 978-4903421452
- 『駅近物件 不動さん 1』（ワニブックス、GUM COMICS）2010年　ISBN 978-4847037504
- 『駅近物件 不動さん 2』（ワニブックス、GUM COMICS）2011年　ISBN 978-4847037870

## ゲーム
- 終の館 〜双ツ星〜（CIRCUS FETISH、原画）
- Aries PureDream/Aries LoveDream（CIRCUS、原画）
- 終の館 〜檻姫〜（CIRCUS FETISH、原画）
- ホームメイド -Homemaid-（CIRCUS FETISH、原画）
- ホームメイド 〜終の館〜（プリンセスソフト、原画）
- SAKURA 〜雪月華〜 花鳥風月プレミアムエディション（CIRCUS、原画）
- すくみず2 〜泳・げ・な・い〜（CIRCUS FETISH、原画）
- さくらさくら（ハイクオソフト、SD原画）
- ぶら ぶら（WHEEL、SD原画）

## アニメ
- ぱにぽにだっしゅ!（ちびキャラデザイン他）
- ネギま!?（プロダクションデザイン、エンディングイラスト（1～3話）、エンディングアニメーション作画（25話））
- ひだまりスケッチ（提供バックイラスト）
- ef - a tale of memories.（エンディングイラスト他）
- 【獄・】さよなら絶望先生　註巻（エンドカード）
- まりあ†ほりっく（原画）
- 夏のあらし!シリーズ（劇中イラスト）
- バカとテストと召喚獣（エンドカード）
- C3 -シーキューブ-（エンドカード）
- 偽物語（提供バックイラスト）
- 黄昏乙女×アムネジア（エンドカード）
- ニセコイ（第6話提供バックイラスト）
- 痛いのは嫌なので防御力に極振りしたいと思います。（クリーチャーデザイン）
- アサルトリリィ ふるーつ（ストーリー原案）
- プリンセッション・オーケストラ（アリスピアンデザイン、アイキャッチ）

## 小説挿絵
- せんすいかんシリーズ（全3巻、水城正太郎著、ホビージャパン、HJ文庫）2006年 - 2007年
- ライトニングレディー 龍衣変身シアディロン (葉原鉄著、キルタイムコミュニケーション、二次元ドリーム文庫）

## コラム
- ゲーラボゲーラブ（ゲームラボ〈三才ブックス〉2006年5月号から2007年4月号まで連載）

## 挿絵
- ふしぎの国のアリス（上崎洋一著、ティアラ!〈コアマガジン〉2007年）
- ○学○年生ナイショ！（G-type〈コアマガジン〉2008年 - 2009年）

### その他
- 四万温泉 摩耶姫伝説・摩耶姫ちゃん（キャラクターデザイン）